# Cephalodella laisa
Cephalodella laisa är en hjuldjursart som beskrevs av Hauer 1935. Cephalodella laisa ingår i släktet Cephalodella och familjen Notommatidae. Inga underarter finns listade i Catalogue of Life.